# Näverlösetjärnet
Näverlösetjärnet är en sjö i Bengtsfors kommun i Dalsland och ingår i Göta älvs huvudavrinningsområde. Sjön har en area på 0,0618 kvadratkilometer och ligger 110,1 meter över havet.

## Delavrinningsområde
Näverlösetjärnet ingår i det delavrinningsområde (654445-129230) som SMHI kallar för Mynnar i Stenebyälven. Medelhöjden är 128 meter över havet och ytan är 10,34 kvadratkilometer. Det finns inga avrinningsområden uppströms utan avrinningsområdet är högsta punkten. Vattendraget som avvattnar avrinningsområdet har biflödesordning 4, vilket innebär att vattnet flödar genom totalt 4 vattendrag innan det når havet efter 196 kilometer. Avrinningsområdet består mestadels av skog (74 procent), öppen mark (11 procent) och jordbruk (11 procent). Avrinningsområdet har 0,18 kvadratkilometer vattenytor vilket ger det en sjöprocent på 1,7 procent.